# Чернолусский, Михаил Борисович
Михаи́л Бори́сович Чернолу́сский (7 ноября 1920, Петроград — 2003, Москва) — русский писатель, драматург.
В 1938 году окончил автотехникум в Москве, работал электромонтёром, заведующим гаражом. В 1939 году призван в армию.
Участник событий на р. Халхин-гол (1939), рядовой 159 автобатальона 82 м.с.д. Участник Великой Отечественной войны (командир взвода, помпотех роты автополка). Окончил Рязанское высшее военное автомобильное училище (1944). Награждён медалями.
В 1947—1950 годах учился в Литинституте. Начал печататься в 1953 году.
Лауреат премий. Член Союза писателей СССР (1963).

## Сочинения

### Проза
- Рыжая шапка: Повести и рассказы. М., 1961
- Уходящие поезда: Повесть и рассказы. М., 1964
- Золотой след: Короткие повести и рассказы. М., 1968
- Мне снятся жаворонки: Повести, рассказы. М., 1968
- Века и дни: Роман. М., 1971
- Тополиный шум: Повести, рассказы. М., 1972
- До конца дней: Роман. М., 1976
- Соприкосновение: Повести и рассказы. М., 1977 (Новинки Современника)
- Завещанный дом: Роман. М., 1982 (Новинки Современника)
- Фаэтон: Роман. М., 1982 (Библиотека современной фантастики)
- Повести и рассказы. М., 1984
- Формула жизни: Роман и рассказы.. М., 1984
- Высокая трава: Повести, легенды. М., 1987
- Вернись к очагу: Роман. М., 1988.
- Триста метров высокой травы. М., 1995

### Драматургия
- Наш сад: Пьеса. — М., 1960.
- Каланча любви: Комедия. — М., 1963.
- Человек, которого ждут: Пьеса. — М., 1968.
- Современная мелодрама: Пьеса. — М., 1975.
- Маленькая телефонный роман: Пьеса. — М., 1983.
- Я не увижу вас: Пьеса.— М., 1984.
- Солдатская легенда: Пьеса. — М., 1986.

### Переводы
- Бейшеналиев Ш. Когда тебя любят: Пьеса (пер. с киргизского). — М., 1963.
- Шахматов М. Дни большой жизни: Роман (пер. с аварского). — М., 1975.
- Костанов Д. Белая кувшинка: Роман (пер. с адыгейского). — М., 1976.
- Гилязов А. Любовь и ненависть: Повесть (пер. с татарского). — М., 1979.